# Habte Giyorgis Dinegdé
Fitawrari Habte Giyorgis Dinegdé (ge'ez : ፊታውራሪ ሀብተጊዮርጊስ ዲነግዴ) (1850/1852 - 1926) est un militaire et un homme politique éthiopien, ministre de la Guerre et premier président du Conseil des ministres de 1909 à 1926. Il est également connu sous son nom de cavalier Abba Mela (ge'ez : ኣባ መላ).

## Jeunesse de Habte Giyorgis

### Naissance et départ vers Jerou
Habte Giyorgis serait né vers 1850/1852 dans le qebelé de Touqagendi, du sous-wereda de Boda et Qeqelé, du wereda de Dendi, de l'awraja Jebat et Mécha dans le royaume du Shewa,. Son père, un Oromo, se nomme Dinegdé Botera et sa mère, gouragé, Emet Ijou Amedina. Qegnazmatch Tadesse explique néanmoins qu'une majorité d'autres livres indique que Habte Giyorgis est né en 1851/1852 dans le wereda de Weliso et Ameya de l'awraja de Chebo et Gouragué, également dans le Shewa. Il poursuit en expliquant que jusqu'à l'âge de sept ans, il a grandi dans sa province natale mais que par la suite, jusqu'à quatorze ans, il a vécu dans l'awraja de Jebat et Mécha, chez sa sœur. Habte Giyorgis est élevé dans une période trouble, lors d'un tournant de l'histoire aussi bien du Shewa et que du pays puisque sa province, réincorporée en 1856 dans l'Empire éthiopien, a connu successivement quatre dirigeants en dix années, de Haile Melekot à Menelik II. Ce dernier, Negus du Shewa depuis 1866 lance des campagnes militaires afin d'assurer le contrôle du royaume ; certaines zones se soumettent immédiatement, d'autres refusent et préfèrent le conflit. Durant une campagne militaire, Habte Giyorgis est capturé par Aytenfesou, un des soldats du ras Gobena Dachi venu de la province de Jerou, dans le nord du Shewa,. À la fin de la campagne, Habte Giyorgis est emmené par Aytenfesou vers sa région natale où il est élevé comme un fils. Pour le plus grand plaisir de ce nouveau « père » et des habitants de Jerou, Habte Giyorgis affiche une grande habileté et efficacité dans divers domaines : le travail de la terre, l'équitation ainsi que le maniement des armes. Pendant plusieurs mois, il vit dans la province de Jerou sous les auspices de parents affectueux. Néanmoins, un décret va bouleverser la vie de Habte Giyorgis.

### Habte Giyorgis à la cour de Menelik II
Menelik II, alors Negus du Shewa, a pris connaissance de la capture d'adolescents dans la région de Cheba lors des campagnes militaires. Vers 1870, il décide donc d'édicter un décret ordonnant aux personnes responsables de ces actes d'amener ces jeunes hommes à la cour royale, dans la région de Debre Berhan. À contrecœur, Aytenfesou part vers le palais et une fois devant le Negus du Shewa, ce dernier l'interroge : « Jusqu'à ce jour, qu'as-tu appris à cet enfant ? ». À cette brève question, Aytenfesou répond par la déclaration suivante :
« Je ne lui ai rien appris, si je lui ai enseigné quelque chose, il s'agit de l'équitation et du tir à l'arme. Lorsqu'il chevauche, on ne lui trouve point de compétiteur, lorsqu'il se met à chevaucher, on a l'impression qu'il déploie des ailes et qu'il vole.(...) Lorsqu'il manie sa lance de guerre, je ne pense pas qu'on lui trouve un compétiteur. Je l'ai élevé afin que sa dextérité avec le bouclier et l'épée, dépasse non seulement mes capacités mais atteigne celle, bien supérieure, des soldats. Par ailleurs, tout comme les anciens, il fait preuve de perspicacité.(...) Personnellement, si Sa Majesté n'avait point édicté le décret, je n'aurai, sous aucun prétexte, donné cet enfant. »
Après avoir écouté Aytenfesou, Menelik décide de confier l'éducation de Habte Giyorgis à Azaj Weldetsadeq, gardien de l'établissement pénitentiaire. En plus des enseignements généraux, tels que la lecture, on donne la possibilité au jeune homme de s'améliorer dans d'autres domaines dont l'équitation dans lesquels il fait des progrès remarquables. C'est également sous la tutelle de Weldetsadeq qu'il est baptisé à l'église Saint-Georges d'Ankober. Malgré son intérêt pour l'éducation, Habte Giyorgis va quitter l'école afin de travailler à la cour royale qui l'accepte. Pour son âge et pour une personne de son époque, Habte Giyorgis a délaissé l'école en ayant acquis de bonnes connaissances. À la cour, il débute en tant que simple servant mais en se distinguant par son ardeur, il devient un des domestiques favoris.